# Mesenterio
En anatomía se designa con el nombre de mesenterio a una porción del peritoneo que tapiza el intestino delgado y lo une a la pared abdominal posterior. El mesenterio es una delgada lámina de tejido que consta de dos capas, una interna o visceral en contacto con el intestino y otra externa o parietal. Posee dos inserciones, una parietal llamada raíz del mesenterio y otra visceral que lo une a las asas intestinales, tanto al yeyuno como a íleon, entre ambas capas se disponen vasos sanguíneos. La inserción intestinal es mucho más larga que la parietal, pues sigue todas las sinuosidades de los siete metros de longitud que mide el intestino delgado en la especie humana.

## Historia

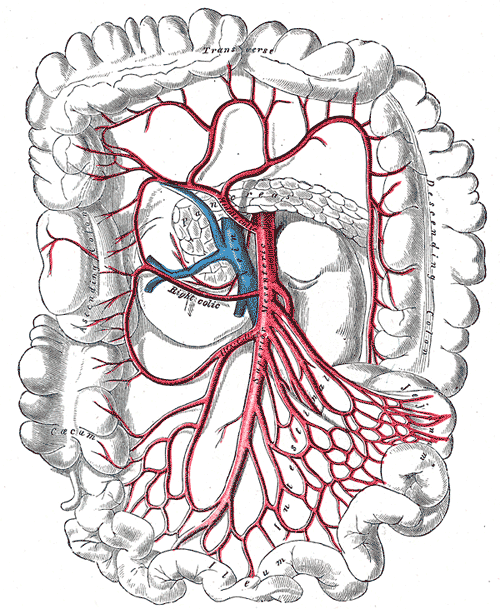
Vista frontal de la arteria mesentérica superior y sus ramas en color rojo. En color azul se representa la vena mesentérica superior.

La primera mención al mesenterio que se conoce la hizo Leonardo da Vinci en uno de sus escritos sobre anatomía humana de comienzos del siglo XVI.
Pero esta parte del cuerpo, que hace de conexión de los intestinos con el abdomen, permaneció casi ignorada por los médicos por 500 años.

## Concepto
Mesenterio deriva del griego meso- (μέσος): medio y énteron (ἔντερον): intestino, es decir, por entremedio del intestino. El término se emplea para definir a la doble hoja de peritoneo responsable de conectar el yeyuno e íleon —partes del intestino delgado— a lo largo de sus intrincadas curvaturas, con la pared posterior del abdomen. En ocasiones se utiliza la palabra mesenterio, tanto para referirse al mesenterio propiamente dicho como para hacer referencia al mesocolon.  También los científicos aseguran que su papel es más que todo para completar las funciones digestivas.

## Clasificación

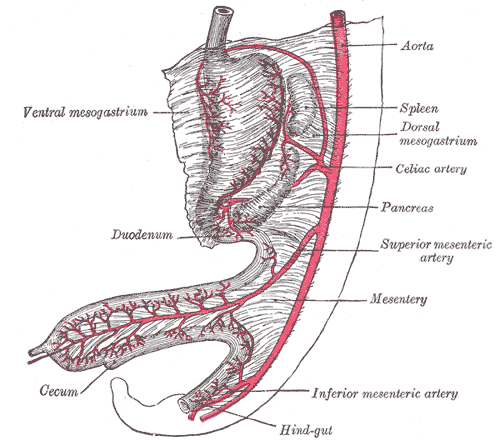
Porción abdominal del tubo digestivo y sus uniones al mesenterio común y primitivo, embrión humano de seis semanas.

No debe confundirse el mesenterio con el mesocolon, este último es también un pliegue del intestino que cumple funciones similares al mesenterio, pero se une al intestino grueso o colon. El mesenterio y el mesocolon fijan el intestino a la pared abdominal posterior, pero permitiendo los movimientos de las asas intestinales necesarios para mezclar y propulsar el contenido del intestino desde el duodeno hasta el recto y el ano.
- Mesenterio, propiamente dicho: envuelve a porciones del intestino delgado (yeyuno e íleon). Desde su inserción en la pared abdominal posterior, se extienden a lo ancho en forma de abanico.  Entre sus dos hojas discurren los vasos sanguíneos yeyunales e ileales, los colectores linfáticos, los nervios y el tejido adiposo extraperitoneal.

- Mesocolon, envuelve a partes del colon;
  - Mesoapéndice, peritoneo del apéndice vermiforme;
  - Mesocolon transverso, peritoneo del colon transverso;
  - Mesocolon sigmoide, peritoneo del colon sigmoide;

## Desarrollo
El peritoneo parietal es aquel que se encuentra recubriendo las paredes de la cavidad abdominal y pélvica. En etapas embrionarias, los órganos abdominales crecen hacia la cavidad abdominal a partir de estructuras que se encuentra en la pared. Durante el proceso quedan envueltas o invaginadas en el peritoneo. Este peritoneo invaginado o redoblado sobre un órgano intraabdominal es el peritoneo visceral, que por lo general rodeará casi enteramente al órgano en cuestión, con la excepción de una pequeña área por donde el órgano transmite sus vasos sanguíneos y nervios.  

## Estructura
Los mesenterios están formados por dos hojas de tejido peritoneal, humedecidas por la serosidad, entre ellas se encuentran los vasos sanguíneos, el drenaje linfático, y los nervios que van a la víscera que sostiene. Gracias a esta estructura, actúan como pedículos de fijación, que permiten a las vísceras moverse deslizarse una sobre otra, favoreciendo su movimiento propio dentro de la cavidad abdominal, sin perder irrigación sanguínea o inervación.
En el mesenterio, en especial de personas obesas, se acumula a veces una enorme cantidad de células adiposas. La porción del mesenterio en conexión con el yeyuno contiene menos tejido adiposo que la correspondiente al íleon, por lo cual las arcadas arteriales, en este último, se visualizan con mayor dificultad.  Además en el sistema linfático del mesenterio se absorben las grasas esterificadas por los procesos enzimáticos,  que suceden en la célula intestinal como parte de la digestión.  

## Imágenes adicionales

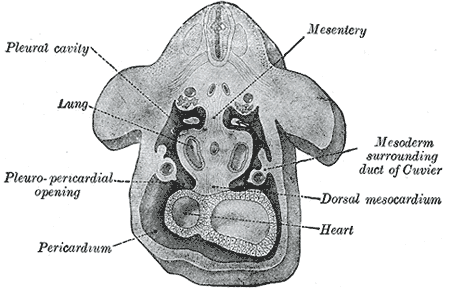
Secciones sucesivas de un embrión humano de cuatro semanas.
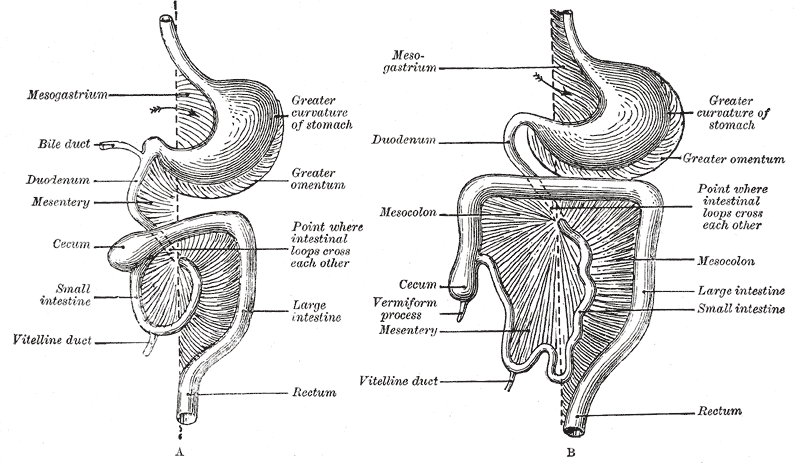
Ilustración de dos estadios del desarrollo del tubo digestivo y el mesenterio.
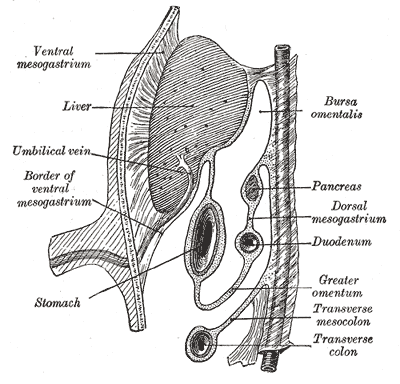
Figura esquemática del mesenterios de un embrión de ocho semanas.